# Лабич Петро Васильович
Пе́тро Васи́льович Ла́бич — український тренер з легкої атлетики.

## Життєпис
Заслужений тренер України з легкої атлетики. Старший тренер, відділення легкої атлетики Коломийської ДЮСШ.
Серед вихованців — Анастасія Ткачук, Харащук Тетяна, Ірина Шепетюк, та Станіслав Гаврилюк.